# Поєнь (Відра, Алба)
Поєнь, Поєні (рум. Poieni) — село у повіті Алба в Румунії. Входить до складу комуни Відра.
Село розташоване на відстані 327 км на північний захід від Бухареста, 59 км на північний захід від Алба-Юлії, 71 км на південний захід від Клуж-Напоки, 145 км на північний схід від Тімішоари.